# Cobra Triangle
Cobra Triangle è un videogioco di guida del 1989, ideato da Rare e pubblicato dalla Nintendo per il Nintendo Entertainment System.

## Modalità di gioco
Cobra Triangle, come già accennato, è un videogioco di guida. Il giocatore, che controlla un mezzo galleggiante dotato di cannoni, ha il compito di districarsi nei 25 livelli dal crescente livello di difficoltà, dove dovrà vincere gare di corsa, soccorrere bagnanti in difficoltà, e disinnescare ordigni; alcuni stadi terminano con una sfida al boss finale. Nelle corse, il natante deve evitare di incagliarsi nella riva o nei vari ostacoli galleggianti, rientrando nei limiti di tempo vincolati ad un timer; infatti, ad ostacolare il cammino dell'imbarcazione vi sono anche tronchi e mulinelli. Se, invece, il livello si incentra sul disinnesco di bombe, il giocatore deve spostare i quattro ordigni in un sito specificato, prima che essi esplodano. Nella terza ed ultima modalità, bisogna distruggere le barche nemiche prima che portino i bagnanti ai limiti del lago; se uno di questi viene lasciato a metà strada, lo si dovrà portare manualmente al centro dello specchio d'acqua. Cobra Triangle è visualizzato con una prospettiva isometrica tridimensionale, e lo schermo scorre lateralmente seguendo lo spostamento dell'aliscafo.

## Sviluppo
Cobra Triangle è stato sviluppato da Rare; la progettazione del titolo videoludico è stata affidata a Mark Betteridge e Tim e Chris Stamper, mentre la colonna sonora è stata realizzata da David Wise. I diritti di vendita del gioco sono stati poi passati alla Nintendo, che lo ha pubblicato nel luglio 1989.

## Accoglienza
| Testata           | Giudizio |
| ----------------- | -------- |
| AllGame           | 3.5/5    |
| CVG               | 93%      |
| The Games Machine | 80%      |

Cobra Triangle ha ricevuto recensioni generalmente positive da parte della critica. Jaz Rignall (Computer and Video Games) ha particolarmente elogiato la grafica «convincente», il gameplay armonioso, e l'alta rigiocabilità, tanto che non esitò a consigliare il gioco ai propri lettori. Mark Caswell (The Games Machine) è stato invece più critico, soprattutto per la sequenza della cascata;
 al contrario, Skyler Miller (AllGame) rimase entusiasta del titolo, apprezzando soprattutto la diversità dei livelli. A passare sotto l'attento occhio dei recensori, inoltre, vi è stata anche la somiglianza con R.C. Pro-Am: in realtà, le dinamiche di gioco di questo titolo non sono state copiate pedissequamente, tanto che i due videogiochi presentano molteplici differenze: Cobra Triangle è incentrato prevalentemente sulle gare da corsa (e non sui combattimenti), e l'angolo di visione ha una forte impronta isometrica, e non è impostato in alto (come avviene invece nell'altro videogame).